# بورگلاوئر
بورگلاوئر (به آلمانی: Burglauer) یک شهر در آلمان است که در رن-گرابفلد واقع شده‌است. بورگلاوئر ۱٬۶۶۴ نفر جمعیت دارد.